# Paul Vialar
Pour les articles homonymes, voir Vialar.
Œuvres principales
- La Rose de la mer

Paul Vialar, né le 18 septembre 1898 à Saint-Denis et mort le 8 janvier 1996 à Vaucresson, est un écrivain français.

## Biographie

### Famille
La famille Vialar est originaire de Gaillac dans le Tarn et il est donc apparenté à sainte Émilie de Vialar. Paul Marie Ernest est le fils de Pierre Marie Eugène Vialar, distillateur, et de Geneviève Nabielak, fille de Ludwik Nabielak ; sa tante Marguerite Louise Emilie Conrad épouse le 9 janvier 1889 le général de division d'aviation Gaëtan Bonnier (1857-1944).

### Parcours
Il est initié très jeune à la chasse. Lorsqu'il a 14 ans, Gaston Poulenc, fondateur de Rhône-Poulenc, son tuteur, lui offre son premier fusil. La chasse est sa grande passion, il lui consacre ses fins de semaine pendant les quatre mois d'ouverture. Il chasse notamment avec le maréchal Juin et Émile Henriot. Il fait ses études au lycée Janson-de-Sailly à Paris et en Angleterre.
Paul Vialar combat pendant la Première Guerre mondiale dans un corps franc d'infanterie. Il est dans le même régiment que Marcel Wiriath et devient son ami pour la vie. 
Après la guerre, il entre à HEC et se fait connaître par des poèmes et des pièces de théâtre (quinze, dont L'Âge de raison). Venu ensuite au roman, il est l'auteur de près de 80 ouvrages. De seize de ses romans seront tirés des films de son vivant dont il fera lui-même l'adaptation pour le cinéma français.
En 1925 Marcel Pagnol qui vient de faire représenter sans grand succès Les Marchands de gloire au théâtre vient le voir pour lui demander conseil sur ses activités littéraires, ils deviendront des amis inséparables.
À la demande de Georges Mandel, ministre des PTT, il devient en 1935 directeur des émissions littéraires et dramatiques de la Radio nationale jusqu'en juin 1940. 
C'est Paul Vialar qui le 17 juin 1940 diffuse en direct depuis Bordeaux l'appel du maréchal Pétain à cesser les combats et sa demande d'armistice aux Allemands. 
Pionnier de la télévision, le 8 décembre 1935, il réalise avec Wladimir Porché la première émission de variétés : des récepteurs sont installés dans les mairies de Paris et permettent au public de voir Madame Simone, Béatrice Bretty et Jean Toscane, alors très célèbre voix de la radio.
En 1960, il écrit les paroles de la chanson Les Étangs de Sologne sur une musique d'Henri Betti qui est interprétée la même année par Jean Philippe dans l'émission Toute la chanson.

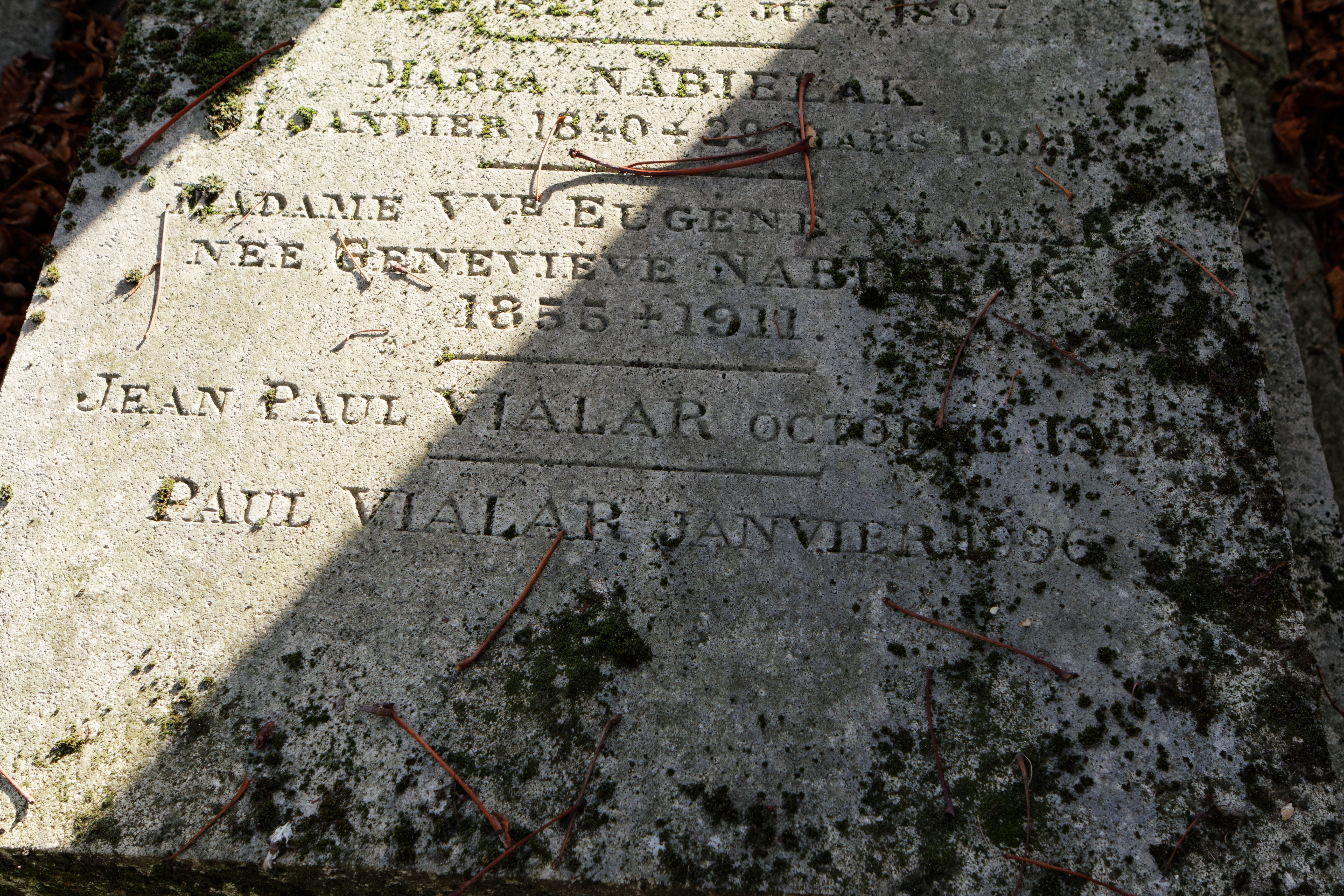
Sépulture de Ludwik Nabielak (1804-1883), poète et historien qui prit part à l'insurrection de novembre 1830, et de Paul Vialar (Cimetière du Père-Lachaise, division 81).

Il a longtemps vécu à Saint-Tropez avant de venir vivre à Paris, lorsqu'il a été élu président de la Société des gens de lettres, fonction qu'il exerça de 1952 à 1955.
Président du Syndicat national des auteurs et des compositeurs (SNAC) dans les années 1960 jusqu'en 1974. Président de l'Association des écrivains sportifs. Président de l'International Writers Guild en 1969, membre du Conseil supérieur des Lettres depuis 1974. Président du Club du cirque. Président du Conseil des lettres de la radiodiffusion française avant guerre (membres Paul Valéry, André Gide, Georges Duhamel, Marcel Prévost, Henri Focillon). Président d'honneur de la Fédération nationale des sociétés d'auteurs.  
Il possédait une maison à Lumio (Corse), à flanc de montagne, au-dessus du golfe de Calvi.

### Vie privée
Il a deux enfants : Dominique, dont le parrain est l'éditeur Robert Denoël et la marraine la célèbre Jean Voilier, et Véronique. Sa veuve, Antoinette, qui était sa troisième épouse, est morte en 2003.
Il est inhumé à Paris au cimetière du Père-Lachaise auprès de ses aïeux Vialar, Nabielak et Conrad.

## Prix et distinctions
- Prix Femina 1939 pour son troisième roman, La Rose de la mer
- Grand Prix de la Ville de Paris, 1948 pour le cycle romanesque La mort est un commencement[5]
- Grand prix du Conseil supérieur de la chasse en 1959.
- Grand prix du Cirque en 1960.
- Commandeur de la Légion d'honneur.
- Croix de guerre 1914–1918, citation à l'ordre du régiment du 13/3/1919 notamment pour une action dans la nuit du 17 au 18 juillet 1918 comme volontaire au groupe Franc dans la forêt de Faey où il ramena son sergent grièvement blessé.
- Commandeur de l'ordre des Arts et des Lettres
- Grand officier de plusieurs ordres.

## Œuvre

### Romans

#### CycleLa mort est un commencement(1948)
1. Le Bal des sauvages
2. Le Clos des trois maisons
3. Le Petit Jour
4. Les Morts vivants
5. Risques et Périls
6. La Carambouille
7. Dansons la capucine
8. La Haute Mort

#### CycleLa Chasse aux hommes(1952/1953)
1. Le Rendez-vous
2. La Bête de chasse
3. Les Brisées hautes
4. Le Bien-aller
5. Les Faux-fuyants
6. Les Odeurs et les sons
7. Le Débucher
8. Les Fins dernières
9. L'Hallali
10. La Curée

#### CycleChronique française duXXesiècle(1955/1961)
Publiés par Cino Del Duca :
1. Les Étoiles de Mars (1955)
2. Place de la République (ou Les Députés) (1956)
3. Rideau (1956)
4. La Boutiquière (1957)
5. Belada, éditeur (1957)
6. Pas de pitié pour les cobayes (1958)
7. Pas de temps pour mourir (1958)
8. Les Robes noires (1958)
9. Les Zingari (Ceux du cirque) (1959)
10. La Farine du diable (1961)

#### Autres romans
- Fatôme (1931)
- J'avais un camarade (1936)
- La Rose de la mer (1939)
- La Maison sous la mer (1941)
- La Grande Meute (1943)
- La Caille (1945)
- Job (1946)
- Une ombre (1946)
- Saint-Tropez-sur-Amour (1946)
- Les Aventures inattendues (1947)
- Le Château du hasard (1948)
- Le Bon Dieu sans confession (sous-titre : Monsieur Dupont est mort) (1949)
- Le Bouc étourdi (1949) Les Bibliophiles de France en ont publié en 1951 une édition illustrée, avec des eaux-fortes de Claude Hertenberger.
- La Grande Ribaude (1951)
- L'Éperon d'argent (1951)
- Cinq Sets (1951)
- Les Vikings (1952)
- François Guerrier (1954), court roman
- Tournez, joies gosses (1956)
- Clara et les Méchants (1958)
- Le Temps des imposteurs (1960)
- Le Fusil à deux coups (1960)
- L'Homme de chasse (1961)
- La Fin des imposteurs (1962)
- L'Homme du fleuve (1964)
- La Jeunesse du monde (1966)
- La Cravache d'or (1968)[6]
- Les Invités de la chasse (1969)
- Safari-Vérité (1970)
- Mon seul amour (1971)
- La Croule (1974)
- Le Triangle de fer (1976)
- La Chasse de décembre (1979)
- Rien que la vérité (1980)

### Recueils de nouvelles
- La Tour des amants (1947)
- Images scandinaves (1950)
- Le Roman des oiseaux de chasse (1958)
- Le Roman des bêtes de chasse (1959)
- La Caille, suivi de Le Butor (1972)

### Littérature d'enfance et de jeunesse
- Le Voilier des Îles (1947)
- Écrit sur le sable (1948)
- Plumes dans le vent (1951), illustrations de Henri de Linarès
- Le Petit Garçon de l'ascenseur (1957)
- Sous le pavillon noir (1958), illustrations de Chader, ouvrage paru aux Éditions Brepols et Garnier, Bruxelles
- La Cantinière de l'Empereur (1959)
- La Fin du cheval ?, suivi de Chevaux de France (1961)

### Théâtre
- L'Hostellerie du « Puits sans eau » (1921)
- Le premier Amour, pièce en quatre actes (créée au théâtre de la Renaissance le 30 mai 1922)
- Pohu, brave homme, comédie en un acte (1923)
- L'Âge de raison, comédie en trois actes (1924)
- Les Hommes, pièce en 5 actes (1931)
- Un cœur tout neuf, comédie en trois actes (1938)
- Soir, pièce radiophonique en un acte [Paris, Radio-Paris, 20 février 1938] (1938)
- Les Indifférents, pièce en 5 tableaux, d'après le roman d'Alberto Moravia (1938)
- Vespero, comédie en un acte (1939)
- Le Bocal vert, comédie en deux actes (1939)
- Un homme sans amour, pièce en trois actes (1949)
- Probadjong, comédie en trois actes (1950)
- La Tragédie de Caligula, pièce radiophonique (1957)
- Le But, monologue radiophonique (1965)
- Hassan el Glaoui (1975), court dialogue dramatique écrit en collaboration avec Jean Anouilh

### Autres publications
- Le Cœur et la Boue (1921), poèmes
- Cinq hommes de ce monde (1954)
- Petite Histoire cavalière de l'amour (1954)
- La Découverte de la vie, illustrations de Katherine Librowicz (1955)
- Images du monde (1959)
- La Sologne (1959)
- Ligne de vie (1960)
- Jean de La Varende (1961)
- Les Hommes : ceux de 14-18 (1964)
- Lettre ouverte à un jeune sportif (1967)
- Louis Lamarque, éditions Roland Gérard (1975)
- Lettres pour les chasseurs (1977)
- Cheval, mon bel ami (1982)
- La Beauce (1985)
- L'Enfant parmi les hommes (souvenirs, 1990)